# Westmeersmolen
De Westmeersmolen is een windmolenrestant in de tot de Oost-Vlaamse gemeente Gent behorende plaats Mendonk, gelegen aan de Oostdonkstraat.
Deze ronde stenen molen van het type grondzeiler fungeerde als poldermolen.

## Geschiedenis
De molen werd gebouwd in 1819 en was voorzien van een scheprad om water op te voeren. Hij werd gebouwd nabij de Zuidlede en het water werd afgevoerd naar de Durme. In Oost-Vlaanderen is, naast de resten van deze molen, slechts te Drongen nog een restant van een poldermolen te vinden.
De oeverlanden (meersen) ten zuiden van de Zuidlede waren tot 1798 in bezit van de Sint-Baafsabdij te Gent. Ze werden in dit jaar openbaar verkocht. Philippe Jacques van Overloop en Ferdinand Ottevaere, twee rijke burgers van Gent, kochten toen de meersen. Philippe Jacques liet in 1810 aan de oever van de Zuidlede een buitenverblijf bouwen en in 1812 werd dit aangevuld met een landschapspark.
Ferdinand Ottevaere voerde irrigatiewerken uit in de meersen en hij was het ook die de poldermolen liet bouwen. Deze werd ook gebruikt voor het opvoeren van slibhoudend water uit de Zuidlede om de polders mee te bevloeien, wat de vruchtbaarheid bevorderde.
In 1863 overleed Ottevaere en de molen raakte in verval. In 1889 werd het gebied verkocht aan enkele textielfabrikanten uit Tourcoing, die het als jachtterrein gebruikten. De molen, die niet meer gebruikt werd, verviel verder. Tijdens de Eerste Wereldoorlog werden de restanten nog door de Duitsers als schietschijf gebruikt, en de boeren onttrokken bakstenen aan wat er nog restte. Uiteindelijk bleef nog een hoog, gebogen muurgedeelte overeind staan.
- Inventaris van het Bouwkundig Erfgoed (Vlaanderen): 304011